# レッドブル (映画)
『レッドブル』（原題: Red Heat）は、1988年公開のアメリカ映画、アクション映画、刑事ドラマ、バディ映画。主演はアーノルド・シュワルツェネッガー、ジェームズ・ベルーシ。
アメリカ映画として初めて、モスクワ市内および赤の広場でのロケを許可された作品である（ただし、アクション・シーンはブダペストやオーストリアで撮影されている）。監督は『48時間』シリーズのウォルター・ヒル。
日本版ポスター等におけるキャッチコピーは、「‘‘ソビエト,,が、たったひとりでやってきた。」「アメリカは、もう眠れない。」。

## あらすじ
冷戦の最中、イワン・ダンコ大尉（アーノルド・シュワルツェネッガー）たちモスクワ市警は、ロシアン・マフィアにおける麻薬市場を牛耳るグルジア人のビクトル・ロスタの摘発作戦を実行するが、作戦は失敗し複数の警官を殺害されビクトルを取り逃がしてしまう。アメリカへ逃亡したビクトルは地元ギャング団との麻薬取引を始めようとするが、偶然職務質問を受けて逮捕されると、連絡を受けたモスクワ市警からダンコ大尉がビクトルの身柄引渡しを受けにギャングの街シカゴを訪れる。
国家間の対立関係などに起因するぎこちない空気の中ビクトルの引渡しは完了、その際、麻薬取引に使うロッカーの鍵も押収する。しかし護送を始めた矢先、地元ギャング団とビクトルの部下たちが襲撃、付き添っていたシカゴ市警察の刑事は射殺される。ロッカーの鍵だけは死守したものの、ダンコは昏倒させられ、ビクトルに再び逃亡されてしまう。ダンコ大尉はシカゴ市警のリジック部長刑事(ジェームス・ベルーシ)と組んでビクトルの追跡を開始するが、無口で堅物のダンコに対して、お調子者で軟派な性格のリジックは、捜査のやり方も考え方もまるで正反対で、何かにつけて噛み合わない。一方、ビクトル側も取引に必要な鍵を取り戻すべく、ダンコを狙う。ダンコとリジックは協力して捜査を続け、ビクトルの麻薬取引の現場を突き止める。

## キャスト
| 役名                     | 俳優                             | 日本語吹替                                                                                    | 日本語吹替 |
| 役名                     | 俳優                             | テレビ朝日版 （追加収録部分）                                                                 | ソフト版   |
| ------------------------ | -------------------------------- | --------------------------------------------------------------------------------------------- | ---------- |
| イワン・ダンコ大尉       | アーノルド・シュワルツェネッガー | 玄田哲章 （玄田哲章）                                                                         | 玄田哲章   |
| アート・リジック部長刑事 | ジェームズ・ベルーシ             | 富山敬 （井上和彦）                                                                           | 安原義人   |
| ルー・ドネリー署長       | ピーター・ボイル                 | 富田耕生 （間宮康弘）                                                                         | 円谷文彦   |
| ビクトル・ロスタ         | エド・オロス                     | 麦人                                                                                          | 坂口芳貞   |
| ストッグス警部補         | ラリー・フィッシュバーン         | 野島昭生 （野島昭生）                                                                         | 小島敏彦   |
| キャット・マンゼッティ   | ジーナ・ガーション               | 小山茉美                                                                                      | 佐々木優子 |
| ギャラガー刑事           | リチャード・ブライト             | 千田光男 （最上嗣生）                                                                         | 秋元羊介   |
| サリム                   | J・W・スミス                     | 谷口節                                                                                        | 田中亮一   |
| アブダル・エライジャ     | ブレント・ジェニングス           | 江原正士                                                                                      |            |
| パット・ナン             | マイケル・ハガティ               | 島香裕                                                                                        | 塩屋浩三   |
| ストリーク               | ブライオン・ジェームズ           | 池田勝                                                                                        | 山野史人   |
| ユーリ・オガルコフ       | オレグ・ヴィドフ                 | 秋元羊介                                                                                      |            |
| モンゴル・ヒッピー       | 戸口正徳                         | 原音流用 （？）                                                                               | 塩屋浩三   |
| モーテルのオーナー       |                                  | 大山高男 （？）                                                                               |            |
| バーニー                 |                                  | 塚田正昭                                                                                      |            |
| その他声の出演           | その他声の出演                   | 筈見純 石森達幸 伊倉一恵 弘中くみ子 中多和宏 藤本譲 幹本雄之 鵜飼るみ子 小川里永子 曽川留美子 | -          |
|                          |                                  |                                                                                               |            |
| 演出                     | 演出                             | 蕨南勝之                                                                                      | -          |
| 翻訳                     | 翻訳                             | 平田勝茂                                                                                      | -          |
| 調整                     | 調整                             | 遠西勝三                                                                                      | -          |
| 効果                     | 効果                             | 南部満治 大橋勝次                                                                             | -          |
| 選曲                     | 選曲                             | 河合直                                                                                        | -          |
| 制作                     | 制作                             | ニュージャパンフィルム                                                                        | -          |
| プロデューサー           | プロデューサー                   | 圓井一夫                                                                                      | -          |
| 初回放送                 | 初回放送                         | 1990年1月7日 『日曜洋画劇場』 正味約95分                                                      |            |
| 解説                     | 解説                             | 淀川長治                                                                                      |            |

※ テレビ朝日版は2021年5月8日にWOWOWで放送された際に地上波放送時にカットされた部分を追加録音した「吹替補完版」が放送された。その際、故人などの各声優の部分は別の声優が代役を務めた。ロシア語のセリフは一部を除き、テレビ放映時にはカットまたは原音の流用であったが、「吹替補完版」では全て日本語に吹き替えられている。
※ ソフト版は1992年12月16日発売のVHS（発売は東和ビデオ、販売はポニーキャニオン）に初収録。劇中のロシア語のセリフは日本語に吹き替えられている。

## 映像ソフト
- 2003年にパイオニアより発売されたDVDには吹替未収録。
- 2014年5月9日発売のNBCユニバーサル・エンターテイメントジャパンのBD・DVDにはテレビ朝日版の吹替を収録。
- 2018年4月27日発売のKADOKAWA/角川書店のBD・DVDにはテレビ朝日版とVHS版の吹替を2種収録。

## 備考
- 音楽は当初はライ・クーダーが担当することになっていた。
- オープニング・テーマ曲は、セルゲイ・プロコフィエフ作曲の『十月革命20周年のカンタータ』の第2楽章「哲学者たち」をアレンジしたものである。
- ダンコの階級である民警大尉 капитан милиции は、およそ警部に相当する。対するリジックは巡査部長 Sergeant である。
- ダンコが愛用する自動拳銃、“ポドヴィリン”は、映画オリジナルデザインの架空銃である。

- リジックの家族構成でsister(姉妹)がいることが明かになっているが、英語圏内では姉と妹の区別がないため、字幕とテレビ朝日版吹替では「妹」、VHS版吹替では「姉貴」と訳されている。
- シュワルツェネッガーは撮影のためにモスクワを訪れた際、憧れの人物だったロシアの重量挙げ選手ユーリ・ウラソフと再会を果たした[2]。